# Volker Meier
Volker Meier (* 8. August 1932 in Hamburg; † 15. Januar 1993 vor Aberdeen) war ein deutscher Maler und Grafiker.

## Leben und Werk
Geboren in Hamburg absolvierte Meier zunächst eine Töpferlehre bei Monika Maetzel, die er mit der Gesellenprüfung abschloss. Daneben nahm er ersten Malunterricht bei Emil Maetzel. Ab 1955 studierte er Malerei bei Willem Grimm an der Hochschule für bildende Künste Hamburg. Hier lernte er die für sein späteres Werk bedeutsame Eitemperatechnik kennen. Es entstanden Stadtbilder von engen Hinterhöfen, Brandmauern und Fabrikschloten, die an die Bilder des von Meier verehrten Malers Werner Heldt erinnern.
1956 bezog Meier sein Wohnatelier in einem Hinterhof in Hamburg-Eimsbüttel, in dem er bis zu seinem Tod lebte und arbeitete. 1960 erwarb Meier sein erstes Segelboot, mit dem er ausgedehnte Touren auf Elbe und Ostsee unternahm. Die Inseln und Küsten Dänemarks und später Schwedens und Norwegens prägen entscheidend Meiers Werk.
Ende der 1960er Jahre segelte und malte er des Öfteren mit Künstlerfreunden auf seiner „Wakonda“ einem von ihm zur Ketsch umgebautes altes Rettungsboot, u. a. mit Werner Nöfer. Mit ihm entstand u. a. die Gemeinschaftsarbeit Storyboard, nach einer Bilderidee Nöfers, die in einer Edition auf dem ersten Hamburger Kunst-Dom veröffentlicht wurde. An der Gemeinschaftsarbeit beteiligten sich auch die Künstlerfreunde Ullrich Hohenhaus und Rolf Zander. Die Storyboard-Idee regte Meier in der Folge zu zahlreichen Bildern und Grafiken an.
Als Meier während eines Sommertörns 1976 auf der Kattegat-Insel Hirsholm alte Bunker aus dem Zweiten Weltkrieg entdeckte, hatte er eines seiner Hauptsujets gefunden. Sein Gemälde Deutsche Hinterlassenschaft von 1983, „dessen antimilitaristische Konzeption sich jedem Betrachter geradezu aufdrängt“, ist eine von vielen Bunkervariationen des Pazifisten Meier.
Die Einladung zu einem Abendessen im Hamburger Rathaus zu Ehren des damaligen Bundespräsidenten Karl Carstens 1980 lehnte Meier mit Bezug auf seinen Lehrer Willem Grimm ab, der von den Nationalsozialisten mit Arbeitsverbot und Verfolgung überzogen worden war.
Volker Meier starb am 15. Januar 1993 an Bord eines Forschungsschiffes vor Aberdeen an der schottischen Küste an einem Herzinfarkt.

## Auszeichnungen
- 1973: Edwin-Scharff-Preis der Hansestadt Hamburg
- 1973: Mitglied der Freien Akademie der Künste Hamburg

## Ausstellungen (Auswahl)
- 1957: Hamburg –  Galerie Zwo 4[3]
- 1963: Hamburg – Galerie Hans Neuendorf
- 1974: Hamburg – Kunsthaus
- 1984: Hamburg – Museum für Hamburgische Geschichte
- 1986: Svendborg – Kunstverein
- 1987: Hamburg – Freie Akademie der Künste